# Disturbed
Disturbed је амерички бенд из Чикага основан 1996. године када су Ден Донеган, Стив Кмак и Мајк Венгрен изабрали Дејвида Дрејмана за певача бенда. Њихов први албум сврстава се у ну-метал, али каснији радови бенда се више сматрају алтернативним металом, хард роком па чак и хеви металом. Бенд је до сада широм света продао преко 13 милиона албума, што их је начинило једном од метал група са највећом зарадом последњих година. Бенд је до сада објавио пет студијских албума од којих су четири дебитовала на месту број један америчке „Билборд 200“ топ-листе. Бенд је у октобру 2011. отишао на паузу неодређеног трајања (енгл. hiatus).
Пауза је завршена у јуну 2015. изласком песме The Vengeful One и њеног спота на њиховом званичном Јутјуб каналу. Ускоро је изашао и нови албум Immortalized.

## Историја

### Раније године као(1994—1996)
Пре него што је певач Дејвид Дрејман дошао у Disturbed, бенд је носио назив Brawl. Поставу бенда чинили су певач Ерик Аволт, гитариста Ден Донеган, бубњар Мајк Венгрен и басиста Стив Кмак. Ден Донеган је на DVD-у „Decade of Disturbed“ рекао да је бенд првенствено требало да се зове Crawl, али с обзиром да је већ постојао један бенд са тим именом, морали су да промене у Brawl. Аволт је напустио бенд убрзо након снимања прве демо траке, и остатак бенда је кренуо у потрагу за новим певачем. Поставили су оглас у локалном музичком часопису у Чикагу, Илиноис, под именом "Illinois Entertainer". Дејвид Дрејман је одговорио на оглас након што је истог тог месеца већ ишао на двадесет других аудиција, међутим ни на једној од њих није био изабран. Гитариста Ден Донеган рекао је: „Знате, од свих певача са којима смо до сада разговарали на аудицијама, Дрејман је био једини који је био спреман да буде оригиналан. И то ме је заиста импресионирало, сама чињеница да је то покушао ме је импресионирала.“
Почаствован што је Дрејман постао нови певач бенда, Донеган је рекао: „Након минут или два, почео је да изводи све те мелодије... била је то велика ствар... свирам своју гитару са осмехом од ува до ува, покушавајући некако да сакријем да ми се заиста свиђа овај момак, јер не желим да... знате... Онда смо му рекли да ћемо га назвати, и да ћемо пре тога поразговарати о њему. Али ја сам био заиста одушевљен њиме, жмарци су пролазили низ моју кичму, знао сам да ту има нечега.“
Дрејман се придружује бенду 1996. године и тада бенд мења име у Disturbed. Када је једном приликом упитан од стране медија зашто је предложио то име за бенд, Дрејман је рекао: „То је било име о коме сам ја размишљао много година. Изгледа да тај назив симболизује све што смо осећали тог тренутка. Ниво усаглашености на коју су људи били приморани био је узнемиравајући за нас и ми смо само покушавали да идемо ван граница опште прихваћености. На крају је то име уз све то имало смисла.“

## Чланови
| Тренутни чланови - Дејвид Дрејман - вокал (1996–данас) - Ден Донеган - гитара (1994–данас) - Џон Мојер - бас гитара, пратећи вокал (2004–данас) - Мајк Венгрен - бубњеви (1994–данас) | Бивши чланови - Ерик Аволт – вокал (1994-1996) - Стив „Фаз“ Кмак – бас гитара (1994–2003) Гост на турнеји - Марти О'Брајан – бас гитара (2001) |

## Дискографија
- The Sickness (2000)
- Believe (2002)
- Ten Thousand Fists (2005)
- Indestructible (2008)
- Asylum (2010)
- Immortalized (2015)
- Evolution (2018)

## Галерија
- Концерт 2005. године у Лејквилу, Минесота
- Бенд током фестивала у Даласу, 2008. године
- Концерт 2016. године